# Finish
A Finish mosogatószer- és mosogatógéptisztítószer-márka. Több mint 40 országban van jelen. 1987 óta a Reckitt Benckiser vállalatcsoporthoz tartozik, korábban Calgonit néven került forgalomba.

## Története
A márka története a múlt század közepére nyúlik vissza, egészen 1953-ig, ekkor jött létre az amerikai Economics Laboratory.
Az első biológiai mosópor 1969-ben debütált, majd 1995-ben az első kétrétegű tabletta, mely Powerball néven ismert. Az első háromkamrás kapszula pedig már a 21. század szülötte.

## Termékek
A Finish márka mosogatószereket és mosogatógép-tisztító termékeket ölel fel. 
- A mosogatógépben használatos mosogatószerek jellemzően tabletta, gél vagy por kiszerelésben kaphatók.
- A mosogatógép-tisztítók só, öblítőszer és illatosító formájában kerülnek forgalomba.